# Pere Caner i Estrany
Pere Caner i Estrany (Calonge, 23 de juliol de 1922- Calonge, 18 de juny de 1982) era un mestre, escriptor, historiador i arqueòleg que es va especialitzar en la història del Baix Empordà en general i del municipi de Calonge en particular. Des de les primeres eleccions municipals del 1979 fins a la seva mort va ser assessor per a la defensa del patrimoni.
El 17 de febrer del 1958 va casar-se a l'església parroquial de Santa Cecília de Molló amb Dolors Hubach i Vilarrodà. Els testimonis dels nuvis van ser els seus amics Tomàs Echevarria i Cabrera i Lluís Vilar i Subirana.

## Biografia

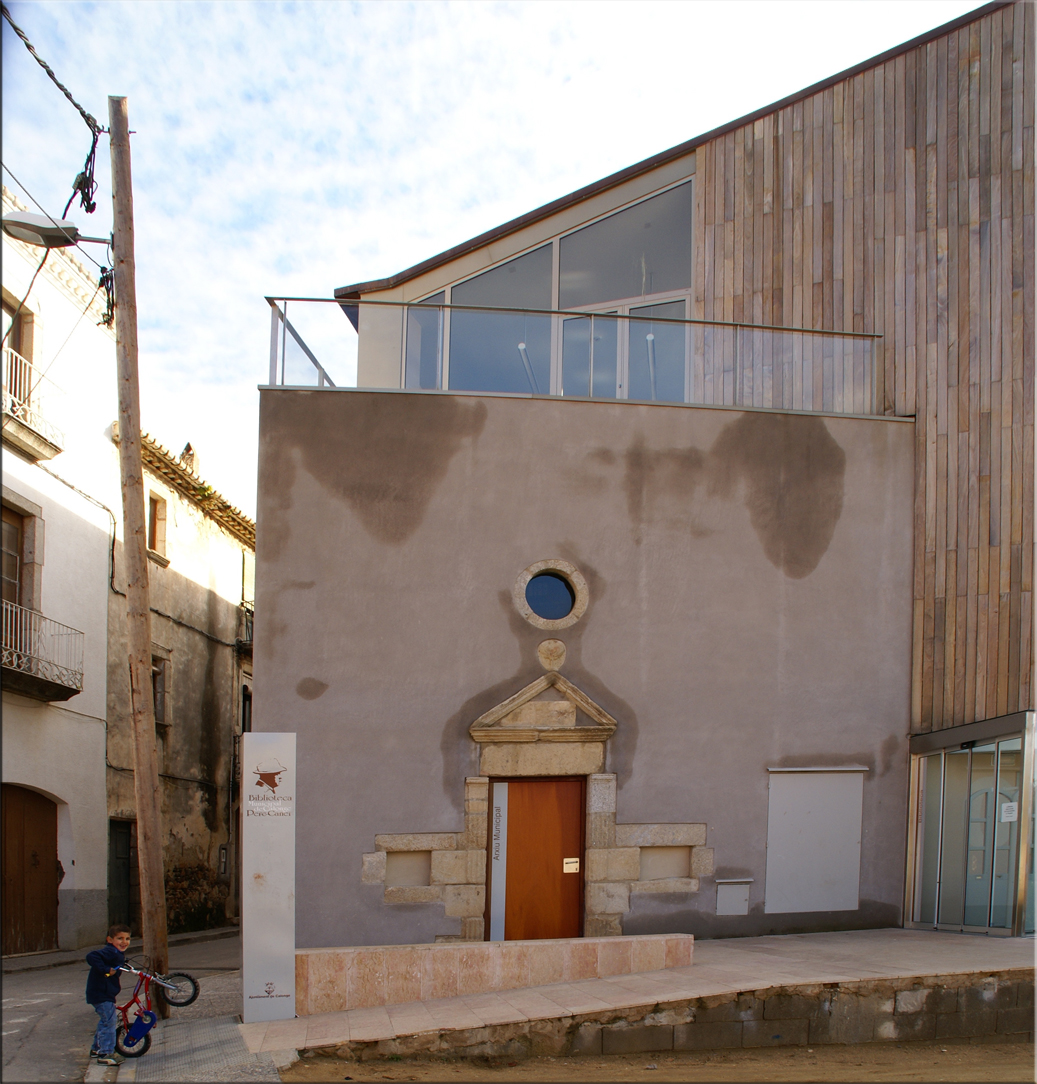
La Biblioteca Municipal Pere Caner

Pere Caner i Estrany va néixer el 1922 a Calonge. Al 29 de març de 1950 va obtenir el diploma de mestre i va començar a ensenyar a l'escola de Calonge. Víctima del franquisme, no va poder continuar exercint de mestre i treballà en l'oficina d'una empresa de construcció de Sant Antoni.

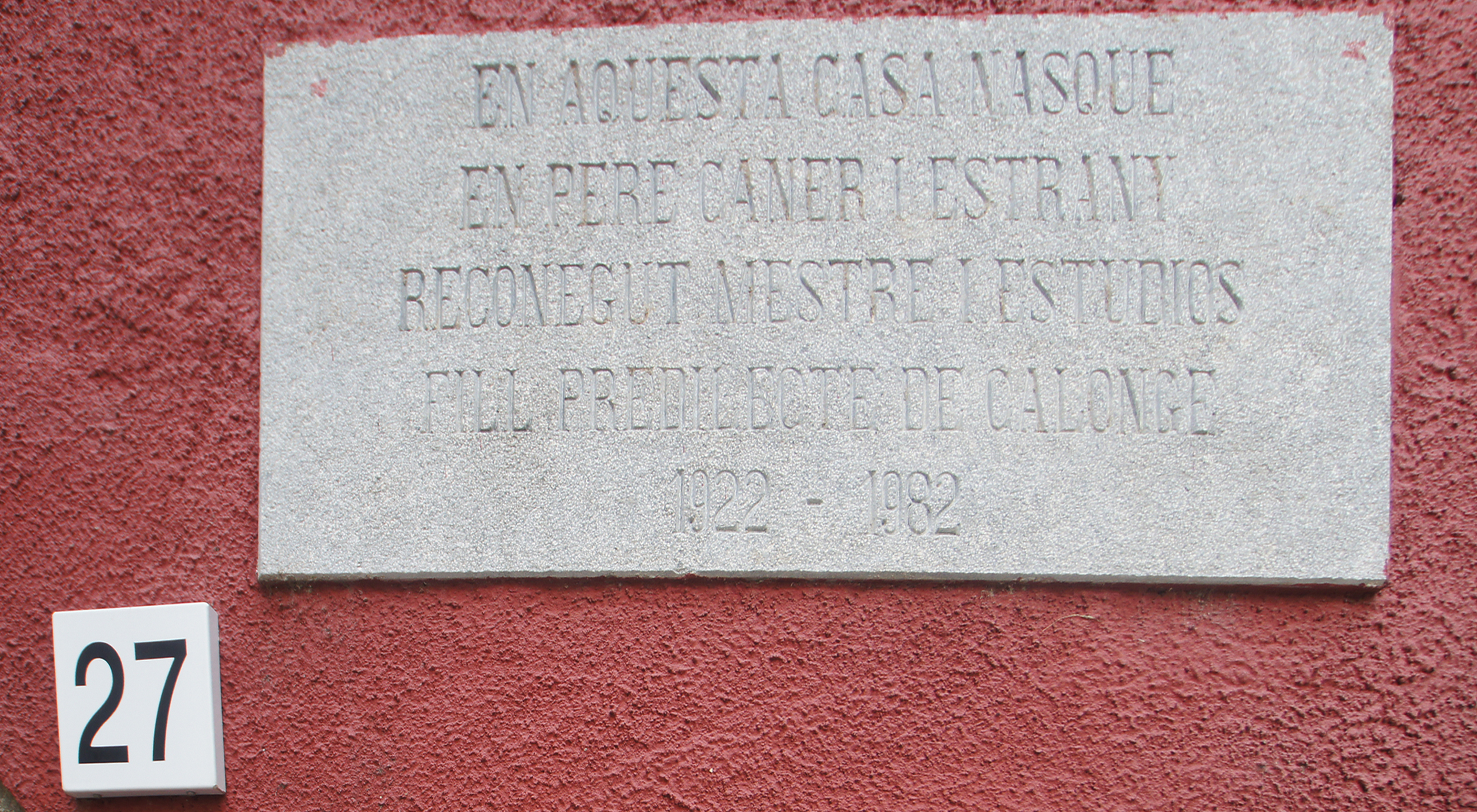
Placa commemorativa a la seva casa natal al Carrer Major

Segons Cati Jiménez i Vila, Pere Caner era «un gran catalanista, que defensava la llengua i la llibertat d'expressió, la nostra cultura, les arrels i lluitava per enaltir i protegir el patrimoni de Calonge que, per a ell era una part molt important de Catalunya.» «Pere Caner era, sens cap mena de dubte, una persona molt especial, fet que el convertia en un líder en molts aspectes. Posseïa una curiositat universal que contagiava als que l'envoltaven, despertant-los l'interès per totes les coses, fins i tot per les més petites, a les quals ell sabia donar la importància que tenien en el seu punt just. Els seus amics compartien amb ell les mateixes aficions i el jovent s'hi afegia perquè els agradava escoltar-lo i s'interessaven en el que ell feia.
Recorrien cada indret, cada font, cada rierol envoltat de natura i recollien i guardaven tots els vestigis del passat que hi descobrien i mentre recorrien la Vall de Calonge, aprenien a respectar la natura dels indrets que trepitjaven i a estimar cada vegada més la seva terra. Perquè en Pere també va ésser un gran mestre,que no imposava mai el seu criteri, sinó que donava als seus alumnes la llibertat de prendre individualment les seves pròpies decisions. Va treballar incansablement i ens va deixar tot un munt de documents escrits que quedaran a la història.»
Era un home literat de conviccions nacionalistes i democràtiques. L'infame Tribunal d'Ordre Públic franquista va perseguir-lo i empresonar-lo per delictes d'opinió.
Com estudiós va fer l'inventari del patrimoni natural i històric del seu poble. S'interessava a tot: la història de les cases nobles i menudes, dels mesters, de la natura. Lluitava per a la protecció del patrimoni. No només s'interessava a la història, però també a l'evolució vers la modernitat i les fenòmens nous, com demostra, per exemple el seu article del 1962 sobre l'antiga discoteca del Camping Cala Gogo, que aleshores es deia Camping Mediterráneo, al qual mostra una obertura d'esperit encara rara a la fi de l'època franquista: «És disbauxa? És divertiment una mica picant? Són elements d'una època i hem de seguir el corrent? Fidelitat a la moda és l'eslògan. Però, és bona moral? No m'hi trenco el cap. És legalment tolerat.»
El 1947 va ajudar a obrir, amb tota la colla del museu, el Museu Folklòric de les Gavarres. El 1957 va ser designat Delegat a Calonge per la Direcció General d'Excavacions Arqueològiques. El 1958 guanyà el segon premi en la categoria de Reportatge en el V Certàmen Literari de Palamós, mercès al treball «Seguint la ruta de Jaume I».
El 1980 va fundar Centre d'Estudis Calongins Colònico on fou nomenat secretari. El 1981 va ser un dels cofundadors de l'Institut d'Estudis del Baix Empordà. Va morir el 1982 en tenir moltes obres ja no publicades.

## Reconeixement
- El 7 de desembre de 1984, l'ajuntament va atorgar-li el títol de fill predilecte de Calonge.[2]
- L'ajuntament de Calonge va designar, a proposta de les entitats culturals de la vila, el Centre d'Estudis Calongins Colònico i l'Ateneu Popular de Calonge, l'any 2007, 25 anys després la seva desaparició, Any Pere Caner.[12]
- L'11 de febrer 2007 l'ajuntament de Calonge va dedicar la nova biblioteca a la seva memòria en batejar-la Biblioteca Municipal Pere Caner.[13]

## Obra
Va contribuir a tantes revistes, com La Veu de Calonge, Proa de Palamós, Canigó, El Correu Català, Turista, els Annals Gironins de l'Institut d'Estudis Gironins i moltes més. A continuació, es dona una llista força incompleta de les seves publicacions més notables:

### Llibres
- La vall de Calonge, 1983. il·lustració de la portada per Jacint Morera i Pujals
- La terra i l'esperit
- El món vivent (1971)
- Èpoques i figures, Calonge, Colònico, 2007, 238 pàgines

### Articles
- «Calonge arqueológico». Annals Gironins, Vol. 4, 1949, pàg. 311-317.
- «Calonge arqueológico, artístico y monumental», Annals de l'Institut d'Estudis Gironins, Vol. 8 Any 1953, pàgines 262-276
- «Desplazamientos y crecimiento del casco urbano calongense», Annals de l'Institut d'Estudis Gironins, Vol. 9 Any 1954, pàgines 247-264
- «Onomástica de Calonge», Annals de l'Institut d'Estudis Gironins, Vol. 10 Any 1955, pàgines 269-284
- «Nuevos hallazgos arqueológicos calongenses», Annals de l'Institut d'Estudis Gironins, Vol. 11 Any 1956, pàgines 265-268
- El Baix Emporda», Annals de l'Institut d'Estudis Empordanesos, 1962, volum 3, pàgines 228-233
- «Breu resum de geografia de Molló», Amics de Besalú (Assemblea d'Estudis del seu Comtat), Any 1968, pàgines 309-317
- «Inscripcions a les llindes i teules pintades de Calonge». Annals de l'Institut d'Estudis Gironins, Vol. 20, 1970, pàg. 363-380.
- «Les masies de Calonge. Contribució a l'estudi de la pagesia calongina». Annals de l'Institut d'Estudis Gironins, Vol. 21, 1972, pàg. 315-345.
- «Torres de vigilància a Calonge». Annals de l'Institut d'Estudis Gironins, Vol. 22, 1974, pàg. 387-393.
- «Castells i cases fortificades de Calonge». Annals de l'Institut d'Estudis Gironins, Vol. 23, 1976. ensems amb Lluís Vilar i Subirana
- «Fonts, ponts i pous de glaç de Calonge». Estudis del Baix Empordà, Vol. 1, 1981, pàg. 127-138.
- «L'origen del nom de Calonge, la seva avaluació i l'escut de la vila». Annals de l'Institut d'Estudis Gironins, Vol. 25 (II), 1981, pàg. 591-599.Escrit
- «Barraques, forns i peroles de Calonge» (pdf). Estudis del Baix Empordà, Vol. 4, 1985, pàg. 145-152.
- «Oficis desapareguts o en vies de desaparèixer a Calonge» (pdf). Estudis del Baix Empordà, Vol. 5, 1986, pàg. 201-216.